# Opgrimbie
Opgrimbie (Limburgs: Grömme en Grimmie) is een Maaslands kerkdorp, thans behorend tot de gemeente Maasmechelen, in de Belgische provincie Limburg, het was een zelfstandige gemeente tot aan de gemeentelijke herindeling van 1971.

## Toponymie
De plaatsnaam is niet eenduidig te verklaren. Op betekent: Hoger gelegen, grim zou op zand of grind kunnen slaan, en bie zou woonplaats kunnen betekenen (vergelijk Deens: -by).
Tijdens de 12e eeuw was de benaming voor de twee kernen (Opgrimbie en Daalgrimbie) samen Grimbede. Tijdens de 14e en 15e eeuw waren diverse spellingen in omloop, naast Grimbede schreef men Grimmij, Gimbij, Gremmij en Grembij.

## Geschiedenis
Opgrimbie vormt, samen met Daalgrimbie, een straatdorp langs de voormalige Romeinse heerbaan van Tongeren naar Nijmegen. Prehistorische en Romeinse vondsten duiden op oude bewoning op deze plaats. Later was het een Frankisch allodium dat in de 9e of 10e eeuw werd gesplitst, waarbij Daalgrimbie uiteindelijk aan de rijksheerlijkheid Mechelen-aan-de-Maas kwam. In 1230 werd het domein Opgrimbie geschonken aan de Abdij van Hocht. Aldus kreeg Opgrimbie kerkelijke immuniteit, wat tot conflicten met de prins-bisschop van Luik leidde. In 1651 werd de prins-bisschop echter als leenheer erkend, waarmee een eind aan de conflicten kwam. Het patronaatsrecht en het tiendrecht waren overigens in handen van de Abdij van Cornillon, later van de Abdij van Beaurepart. Op de Ferrariskaart staat Opgrimbie aangeduid als 'Gremi', kleine enclave van het prinsbisdom Luik, tussen Mechelen, een van de Elf banken van Sint-Servaas in Maastricht en het rijksgraafschap Rekem.
Herhaaldelijk werd Opgrimbie door troepen verwoest, in het bijzonder in 1490 en 1579.
In 1851 werd Daalgrimbie opnieuw gevoegd bij de toenmalige (zeer kleine) gemeente Opgrimbie. Op dat moment kende Daalgrimbie 359 inwoners terwijl Opgrimbie 96 inwoners had. Opvallend is dat er niet voor Grimbie, of voor de volksnamen Grimmie en Grömme, werd gekozen, maar dat de naam van de gemeente gehandhaafd bleef. De drie hier genoemde benamingen voor de beide kernen samen worden nog steeds gebruikt in de volksmond. In 1971 hield Opgrimbie als zelfstandige gemeente op te bestaan, en werd een deelgemeente van de fusiegemeente Maasmechelen.
Sindsdien is de bewoning vanuit het dorp verder uitgebreid naar het westen, tot rond de Oude Baan. Eerst kwam er het Brook een woonwijk tussen de Bosstraat en de Daalbroekstaat en dan kwam er later een sociale woonwijk annex verkaveling die Klein Spanje heet.

## Demografische ontwikkeling
- Bronnen:NIS, Opm:1831 tot en met 1961=volkstellingen

## Bezienswaardigheden
- De Sint-Christoffelkerk, uit 1906, aan de Heirstraat
- De Sint-Christoffelkapel, aan de Kerkstraat
- De Kikmolen, een watermolen op de Kikbeek, aan de Kikmolenstraat

## Natuur en landschap

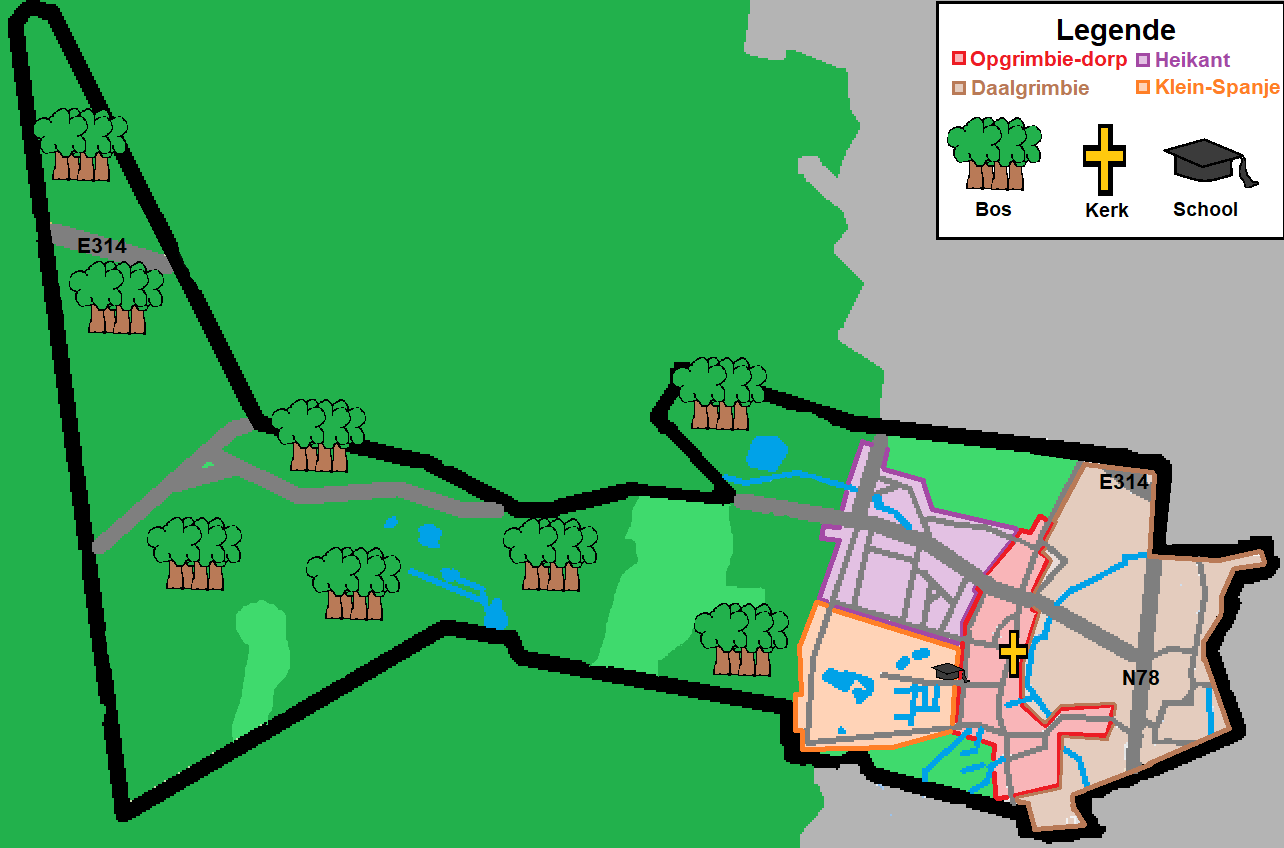
Vereenvoudigde kaart van Opgrimbie.

Opgrimbie ligt in het Maasdal op ongeveer 45 meter hoogte, gemeten via de Tweede Algemene Waterpassing. Naar het westen toe loopt de hoogte op via de steilrand naar het Kempens Plateau, waar hoogten tot meer dan 90 meter worden bereikt. Hier bevindt zich het Koninklijk Domein van Opgrimbie, een enclave in het Nationaal Park Hoge Kempen. Tot het Nationaal Park behoort het natuurgebied De Vallei van de Kikbeek, dat zich ten zuiden van de autoweg A2 bevindt. Oorspronkelijk werd in dit gebied zilverzand gewonnen, daarna zijn de groeve en de waterloop teruggegeven aan de natuur.

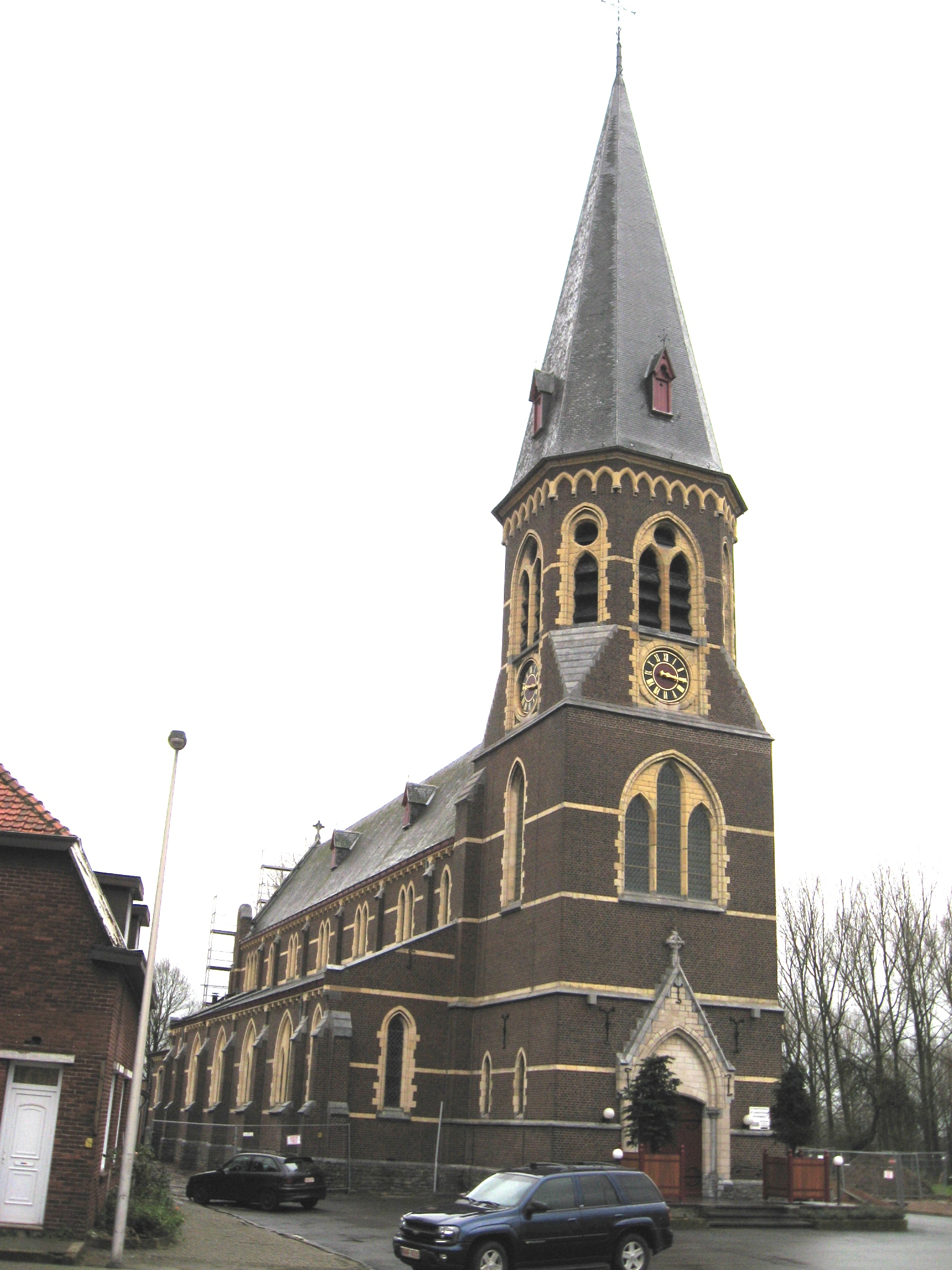
De Sint-Christoffelkerk

### Koninklijk domein
In het westen van de vroegere gemeente Opgrimbie ligt het Koninklijk Domein van Opgrimbie. Het domein ligt op de steilrand van het Kempens Plateau in het Nationaal Park Hoge Kempen. In dit domein ligt het buitenverblijf van Koning Boudewijn I, Villa Fridhem genaamd. De naam van het buitenverblijf is geïnspireerd op het zomerpaleis van Boudewijns grootouders, in Zweden. Na de dood van de Koning in 1993 ontstond discussie over de bouw van een klooster in een deel van het 170 hectaren groot Koninklijk Domein, ten behoeve van de Monastieke Familie van Betlehem, Maria Ten-Hemel-Opgenomen en de Heilige Bruno, een orde van Monialen die leeft volgens de leefregel van de Kartuizers en daarbij de Oosterse ritus gebruikt. De bouw van dit klooster was de wilsbeschikking van de Koning, na zijn dood medegedeeld door koningin Fabiola aan toenmalig bevoegd minister Kelchtermans. Het klooster ligt echter in een wettelijk beschermd natuurgebied dat de connotatie Koninklijk Domein draagt. Tegenstanders voerden aan dat er in een dergelijk natuurgebied geen bouwvergunning kan verstrekt worden. Via een speciale procedure werd er door de minister alsnog een bouwvergunning verleend, waarna de werken aan het klooster aanvingen. Deze bouwvergunning werd in 1999 door de Raad van State vernietigd. Een tweede bouwvergunning, die daarop werd afgeleverd, werd in 2009 vernietigd door de Raad van State. In 2013 werd een procedure opgestart door het bisdom Hasselt, de kloosterorde van de Monialen en de stichting van koningin Fabiola om een regularisering door middel van een nieuw bestemmingsplan voor het gebied goedgekeurd te krijgen. Het klooster wordt sedert de jaren '90 bewoond door de kloosterzusters, men streeft naar uitbreiding van de woon- en verblijfscapaciteit.

## Sport en recreatie
In Opgrimbie bevindt zich het Duivelsbergcircuit,eerst een moto circuit waar de groten der aarde gestreden hebben. en nu een rallycrosscircuit dat aan de voet van de Duivelsberg en er is ooit ook nog een (speedway  circuit) geweest waar 2 dorpspiloten meereden en op hetzelfde circuit werden ook nog (paardensilky rennen) gedaan.

## Nabijgelegen kernen
Rekem, Boorsem, Mechelen-aan-de-Maas